# Mexicambala russelli
Mexicambala russelli är en mångfotingart som beskrevs av Ottis Robert Causey 1964. Mexicambala russelli ingår i släktet Mexicambala och familjen Cambalidae. Inga underarter finns listade i Catalogue of Life.